# 141° westerlengte
141° westerlengte is een lengtegraad, onderdeel van geografische positieaanduiding in bolcoördinaten. De lijn loopt vanaf de Noordpool naar de Noordelijke IJszee, Noord-Amerika, de Grote Oceaan, de Zuidelijke Oceaan en Antarctica naar de Zuidpool.
Een gedeelte van de staatsgrens tussen de Verenigde Staten (Alaska) en Canada (Yukon) is over een afstand van 1.038,68 km vastgelegd op deze meridiaan.
De meridiaan 141° westerlengte vormt een grootcirkel met de meridiaan 39° oosterlengte. De meridiaanlijn begint bij de Noordpool en eindigt bij de Zuidpool. De meridiaan 141° westerlengte gaat door de volgende landen, gebieden of zeeën. 
| Land, gebied of zee                   | Nauwkeurigere gegevens                |
| ------------------------------------- | ------------------------------------- |
| Noordelijke IJszee                    |                                       |
| Beaufortzee                           |                                       |
| Verenigde Staten / Canada staatsgrens | Alaska / Yukon                        |
| Verenigde Staten                      | Alaska - Yakutat City and Borough     |
| Grote Oceaan                          |                                       |
| Frans-Polynesië                       | Hao                                   |
| Grote Oceaan                          |                                       |
| Zuidelijke Oceaan                     |                                       |
| Antarctica                            | Niet-toegeëigend gebied in Antarctica |